# Леонидас Мавровитис
Леонѝдас Д. Мавровѝтис (на гръцки: Λεωνίδας Δ. Μαυροβίτης) е гъркоманин, деец на Гръцката въоръжена пропаганда в Македония в Македония и кмет на Костур.

## Биография
Роден е в 1873 година в богато семейство в костурското село Маврово, тогава в Османската империя, днес Гърция, и затова носи прякора Мавровитис, тоест Мавровски. Учи в търговското училище в Солун и основава частна банка в Костур. Сътрудничи активно на Гръцката въоръжена пропаганда в Костур. Взема активно участие в Балканската война и освобождението на града от Османската империя. В междувоенния период е назначен за директор на клон на Банката на Тесалия в Костур, който след това фалира. Мавровитис е избиран няколко пъти за кмет на Костур.
Умира в 1954 година.